# جيسن شوارتزمن
جيسن شوارتزمن (Jason Schwartzman) ممثل أمريكي من مواليد 26 يونيو 1980.

## أدواره في السينما الأمريكية
- سكوت بيلجرام يواجه العالم - غيديون غوردون غريفز

## روابط خارجية
- جيسن شوارتزمن على موقع IMDb (الإنجليزية)
- جيسن شوارتزمن على موقع الموسوعة البريطانية (الإنجليزية)
- جيسن شوارتزمن على موقع روتن توميتوز (الإنجليزية)
- جيسن شوارتزمن على موقع مونزينجر (الألمانية)
- جيسن شوارتزمن على موقع قاعدة بيانات الأفلام العربية
- جيسن شوارتزمن على موقع ألو سيني (الفرنسية)
- جيسن شوارتزمن على موقع ميوزك برينز (الإنجليزية)
- جيسن شوارتزمن على موقع أول موفي (الإنجليزية)
- جيسن شوارتزمن على موقع بوكس أوفيس موجو (الإنجليزية)
- جيسن شوارتزمن على موقع قاعدة بيانات الأفلام السويدية (السويدية)